# Pastor Chiribaya
El pastor Chiribaya o pastor peruano es una raza de perro precolombina del suroccidente del Perú, identificada por las 42 momias descubiertas por la antropóloga Sonia Guillén en el distrito de Ilo, departamento de Moquegua, en el  distrito de Mollendo y el Valle de Tambo, en la costa sur del Perú. Se ha establecido que era un perro pastor de llamas, que no solo fue parte importante de la estructura social de los antiguos peruanos, sino que recibió un trato especial después de su muerte.
El 28 de marzo de 2025, fue reconocida por la Federación Canina Americana como una raza oriunda del Perú.

## Momias
Los perros se encontraron sepultados en cementerios al lado de momias humanas de la cultura chiribaya que prosperó en la costa sur del Perú y que enterraba a sus mascotas con todos los honores de un fiel amigo y compañero de trabajo. El hallazgo se debe a las investigaciones de Sonia Guillén, quien debe su fama al estudio de antiquísimas momias de personajes que organizaron prósperas culturas desde Chachapoyas hasta las costas de Moquegua. Las momias datan del año 900 al 1350.
En la zona del puerto de Ilo se encuentra el Centro Mallqui ("momia", en quechua), dedicado a la investigación de la Cultura Chiribaya, desarrollada en un cacicazgo del periodo conocido como "intermedio tardío", del año 900 hasta el 1350 de nuestra era, y cuyo territorio posee una característica que son el sueño de todo antropólogo: su suelo es extremadamente seco, contiene gran cantidad de nitratos lo que aseguró la conservación de los restos físicos de quienes habitaron este lugar.
Sonia Guillén sostiene que la tumba de una persona refleja su posición social, política y religiosa dentro de la organización de los pueblos antiguos, y en el caso de estos perros las tumbas demostrarían que, habiendo cumplido una vida productiva dentro de la organización Chiribaya, recibieron buen trato, ya sea vivos o muertos.

## Características

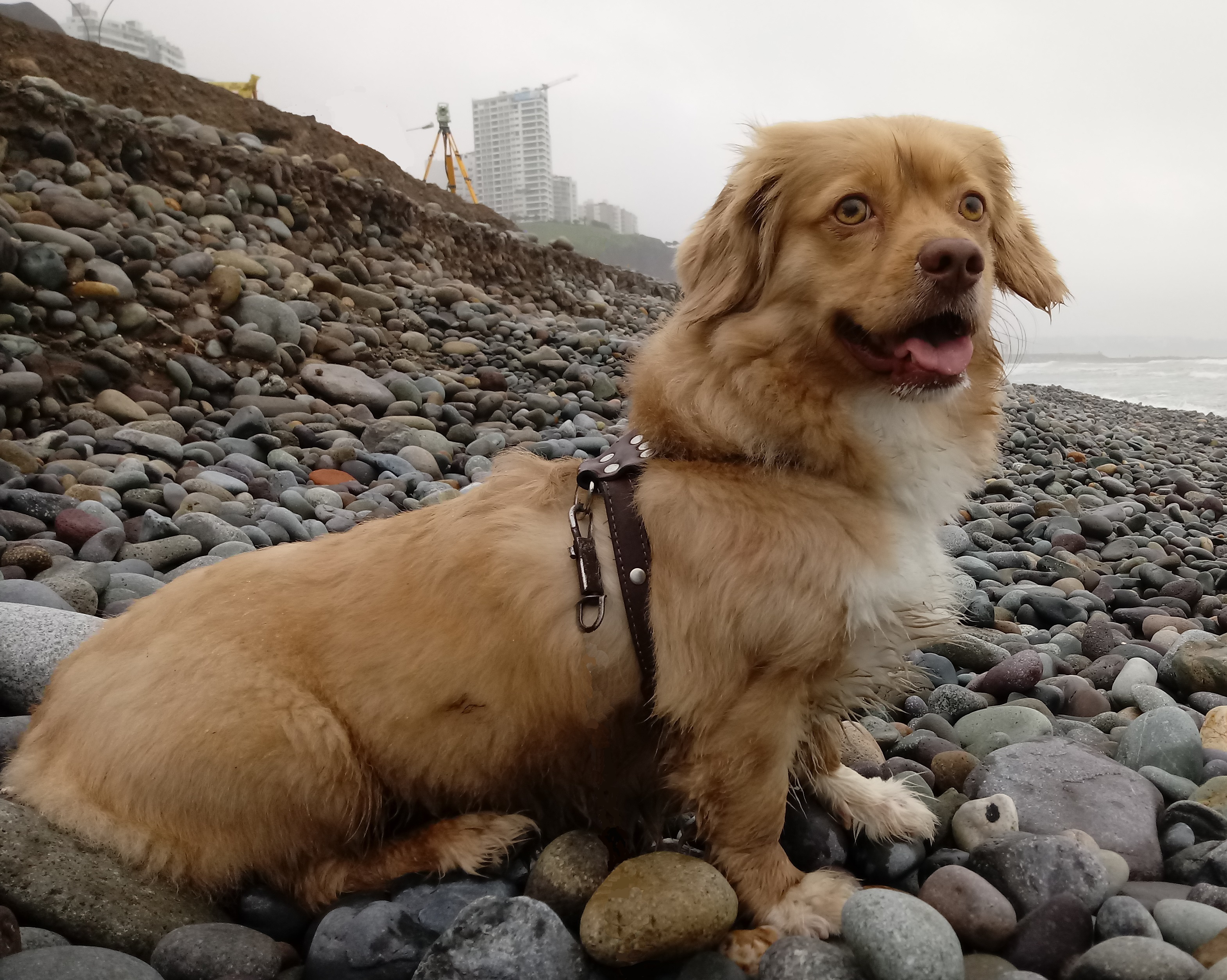
Probable descendiente de pastor de Chiribaya.

Ermanno Maniero, presidente del Kennel Club del Perú y la médica veterinaria Viviana Fernández de la Universidad de San Marcos examinaron exhaustivamente las momias halladas y determinaron que estos canes tenían el cuerpo más largo que alto; poseían abundante pelaje de color que podía variar entre el amarillo y el rojizo, algunos con manchas oscuras sobre el lomo o la cabeza; que tenían las orejas recortadas y caídas; y sus patas era tipo "liebre", es decir que permitían al animal moverse sobre la arena o la tierra con menos esfuerzo, cualidad que quizá sea la que le dio la importancia dentro de la estructura de vida chiribaya. Consideraron que no hay duda que se trata de un perro pastor originario del Perú.

## Pastoreo
Los chiribayas desarrollaron una economía costera, con el aprovechamiento de la pesca y de otros recursos marinos, también con agricultura, pero intensamente ganadera. Textiles y petroglifos dan cuenta de la actividad ganadera de los chiribayas, lo que apuntala la importancia del perro pastor en su sociedad. Según las investigaciones realizadas por la genetista Jane Wheeler, quien trabajó en el valle medio de Ilo y estudió los restos de las llamas y las alpacas de la región, los chiribayas criaron un tipo de llama que tenía el pelo más largo y muy fino, pero que fue ignorado por los conquistadores españoles, quienes usaron estas llamas como bestias de carga, provocando su exterminio. "Al tener tantas llamas, los chiribayas necesitaron perros para el pastoreo. Entonces, estos se convirtieron en compañeros de trabajo por lo que a su muerte recibieron los honores correspondientes", dice Sonia Guillén.

## Siguiendo el rastro
Martha Meier Miró Quesada, periodista, productora y documentalista y su equipo de trabajo pudieron registrar en imágenes los hallazgos e investigaciones de Sonia Guillén y los expusieron en 2006 en el documental titulado El Perro Pastor Chiribaya.

## Linaje

El Pastor Chiribaya y sus descendientes se encuentran sobretodo en la región de Moquegua.

Gracias a las momias del perro pastor peruano o de Chiribaya, los investigadores han podido proponer la hipótesis según la cual los descendientes de los pastores de Chiribaya permanecen hasta nuestros días, y esto lo confirma la similitud entre los restos conservados y muchos de los canes que viven en el puerto de Ilo, el valle del Tambo y en la ciudad de Mollendo (Arequipa).
Incluso el perro "Abdul", el guardián de las instalaciones del Centro Mallqui, puede haber sido un descendiente de los perros Chiribaya. Su pelaje amarillo, orejas caídas y hocico corto coinciden con las características de las momias. Y precisamente Martha Meier llama la atención de este detalle y dice que de alguna forma lo que llamamos "chusco" encaja con las características del pastor Chiribaya, por lo que no sería raro que con los años, este se haya propalado por todo el territorio peruano.
"Lo que queremos hacer ahora es recuperar la pureza de esta raza de perro. Por eso vamos a empezar un trabajo de recojo de ADN de los canes de la zona de Ilo para compararlo con el de las momias, y luego empezar un proceso de selección y crianza. Va a ser un trabajo de varios años, pero vale la pena", dice la documentalista.

## Genética
Un estudio del ADN mitocondrial de los pastores de Chiribaya momificados encontró tres haplotipos, dos de ellos nunca antes hallados y ausentes en las muestras de perros actuales y el otro encontrado también en perros de otros continentes.